# .is
.is — национальный домен верхнего уровня для Исландии. Код страны образован из первых двух букв слова Ísland, что на исландском языке означает Исландия. Регистрация доменов .is открыта для всех лиц и организаций без каких-либо особых ограничений. Регистрацию доменов в этой зоне контролирует компания ISNIC.

## История и статистика
Национальный домен .is был зарегистрирован IANA 18 ноября 1986 года двумя научно-производстенными ассоциациями — SURIS (Ассоциация исследователей информационных сетей в Исландии) и ICEUUG (Исландская группа пользователей Unix), которые взяли на себя создание, организацию и управление работой исландской части Интернета (исл. Íslenska Internetið или, сокращенно, ISnet). Первый .is-домен — hi.is, принадлежащий Университету Исландии (исл. Háskóli Íslands), был зарегистрирован 11 декабря 1986 года, что сделало его одним из первых зарегистрированных доменов в Интернете. В том же году в Исландии были подключены к интернету (европейской сети EUnet) и получили доменные имена Исландский институт морских исследований (hafro.is, исл. Hafrannsóknastofnun) и Национальное энергетическое агентство Исландии (os.is; исл. Orkustofnun).
ISnet быстро рос, и в мае 1995 года члены двух вышеупомянутых ассоциаций решили, что работу сети необходимо наладить формальным образом. Для этого они создали компанию с ограниченной ответственностью под названием INTIS (Internet á Íslandi). Название ISNIC (IS Network Information Center) появилось позже и учитывало сокращенные названия аналогичных компаний за рубежом. В то время сеть использовалась всеми пользователями Интернета в Исландии, включая университеты и систему общего образования, правительство, крупнейшие компании, банки и т.п.
В первые годы своей работы ISNIC была единственным интернет-провайдером в Исландии и стала первой исландской компанией-членом RIPE (Ассоциация интернет-провайдеров в Европе), получив первые IP-адреса в Исландии (130.208.0.0/16), первый номер автономной системы (AS 1850) и права на управления .IS ccTLD, которые IANA в 1988 году делегировала SURIS.
Согласно отчету McAfee «Mapping the Mal Web», .is был оценен как один из 10 самых безопасных доменов верхнего уровня в мире в 2007, 2008, 2009 и 2010 годах (в дальнейшем публикация отчетов не проводилась).
До 2016 года доменное имя в зоне .is можно было зарегистрировать на 1 год, затем срок был увеличен до пяти лет. 

## Статистика
Количество доменов в зоне .is вначале росло медленно, поскольку в то время не было необходимости ни в электронной почте, ни в доменах. Число доменов .is впервые начало серьезно расти в 2004 году и достигло 7000 активных доменых имен. В конце 2008 года количество активных доменов составляло 22 327, а на начало 2021 года в зоне .is было зарегистрировано чуть более 40000 доменов. В Европе .is является 35-м по популярности доменом верхнего уровня с кодом страны. 
Согласно данным DomainTyper во всем мире существует более 41 168 сайтов на .is, из которых 368 сайтов входит в 1 миллион самых посещаемых сайтов мира. Из зарегистрированых доменных имен 70% принадлежат исландским резидентам, 9% - резидентам США, 3% - Германии, 2% - Норвегии, 2% - Великобритании, а владельцы остальных обитают примерно в 100 странах мира.
| Рейтинг в .is | Сайт            | Глобальный рейтинг |
| ------------- | --------------- | ------------------ |
| 1             | gostream.is     | 316                |
| 2             | rarbg.is        | 562                |
| 3             | fmovies.is      | 1,206              |
| 4             | yify.is         | 2,021              |
| 5             | archive.is      | 3,066              |
| 6             | who.is          | 4,897              |
| 7             | perfectmoney.is | 5,482              |
| 8             | hdonline.is     | 6,057              |
| 9             | flibusta.is     | 6,253              |
| 10            | javfinder.is    | 6,497              |
| 11            | time.is         | 7,263              |
| 12            | 9anime.is       | 7,436              |
| 13            | google.is       | 7,709              |
| 14            | rutor.is        | 9,499              |
| 15            | putlocker-hd.is | 9,722              |
| 16            | ripple.is       | 9,953              |
| 17            | filmlinks4u.is  | 11,115             |
| 18            | torrentz2.is    | 11,399             |
| 19            | visir.is        | 12,907             |
| 20            | mbl.is          | 14,105             |

## Блокировки
В апреле 2013 года на ISNIC был временно заблокирован домен ThePirateBay.is.
В октябре 2014 ISNIC приостановил работу сайта Khilafah.is, где были размещены материалы полученные от ИГИЛ.
В сентябре 2017 года на ISNIC на короткое время заблокировал американский неонацистский сайт dailystormer.is.